# Агонія та екстаз (фільм)
«Агонія та екстаз» (англ. The Agony and the Ecstasy) — американський історичний драматичний фільм 1965 року режисера Керола Ріда з Чарлтоном Гестоном у ролі Мікеланджело та Рексом Гаррісоном у ролі Папи Юлія II. Фільм частково заснований на однойменному біографічному романі Ірвінга Стоуна 1961 року та розповідає про конфлікти Мікеланджело та Папи Юлія II під час розпису стелі Сікстинської капели в 1508—1512 роках. Він також містить саундтрек від композиторів Алекса Норта та Джеррі Голдсміта.
Фільм знятий у версіях Todd-AO та Cinemascope. Версія Todd-AO була використана для випуску DVD через її відмінну якість зображення.

## Сюжет
Фільм починається у документальному стилі, розповідаючи про творчість Мікеланджело Буонарроті. Потім фільм показує Мікеланджело, відомого скульптора Флорентійської республіки початку XVI століття, за роботою над великомасштабними скульптурами біля базиліки Святого Петра. Коли Папа Юлій II доручає йому розписати Сікстинську капелу, Мікеланджело чинить опір, оскільки не вважає розмальовування стелі зображеннями дванадцяти апостолів надихаючим процесом. Тим не менш, він змушений взятися за роботу. Під час першої спроби Мікеланджело розчаровується у результатах і знищує фрески. Скульптор тікає до Каррари, а потім у гори, де черпає натхнення від природи.
Згодом Мікеланджело повертається, і йому дозволяють розмалювати все склепіння в різних нещодавно розроблених біблійних сценах. Робота триває безперервно, навіть із месою, оскільки місяці перетворюються на роки. Робота Мікеланджело опиняється під загрозою, коли він захворів через втому. За ним доглядає Контессіна Медічі, дочка його першого покровителя Лоренцо Медічі. Після одужання Мікеланджело повертається до роботи, дізнавшись, що його у цій роботі може замінити Рафаель.
Тим часом Папська держава перебуває під загрозою під час війни Камбрейської ліги. Готуючись до бою і досягнувши меж свого терпіння, Папа розриває контракт із Мікеланджело. Рафаель, вражений незавершеною роботою, просить Мікеланджело проявити смирення і доробити фрески. Мікеланджело їде, щоб побачити пораненого та ослабленого Папу, і благає його відновити покровительство. Хоча Папа і вважає, що вторгнення в Рим неминуче, він збирає гроші, необхідні для відновлення роботи з розписів.
Однієї ночі Мікеланджело виявляє хворого Папу, який розглядає портрет Бога у фресці «Створення Адама», який Папа оголошує «доказом віри». Потім Папа остаточно піддається хворобі й мусить лежати у ліжку. Хоча всі вважають, що Папа помре, Мікеланджело підштовхує його до бажання жити і закінчити свою роботу. Хід війни обертається на користь Папської держави, оскільки союзники зобов'язуються допомагати Папі.
Відбувається меса, на якій публіці вперше показують завершену стелю. Після церемонії Мікеланджело просить почати різьблення гробниці Папи. Розуміючи, що йому залишилося жити недовго, Папа погоджується. Разом чоловіки милуються шедевром Сікстинської капели, доки Папа Юлій не відходить, а Мікеланджело не повертається, щоб подивитися на простір за вівтарем, де він згодом напише свою фреску «Страшний суд».

## Актори
- Чарлтон Гестон — Мікеланджело Буонарроті
- Рекс Гаррісон — Папа Юлій II
- Дайан Сіленто — Контессіна Медічі
- Гаррі Ендрюс — Донато Браманте
- Альберто Лупо — герцог Урбіно
- Адольфо Челі — Джованні Медічі
- Венантіно Венантіні — Паріс де Грассіс
- Джон Стейсі — Джуліано да Сангало
- Фаусто Тоцці — виконроб
- Максін Одлі — жінка
- Томас Міліан — Рафаель

## Виробництво
Права на зйомку роману купила студія 20th Century Fox за 125 000 доларів. Головою студії був Пітер Леватс, а Берт Ланкастер був пов'язаний з фільмом. У 1962 році Фокс майже розвалився через перевищення витрат на низку фільмів, зокрема «Клеопатра». Це призвело до того, що Дерріл Ф. Занук повернувся керувати студією. Він призначив свого сина Річарда Д. Занука головою виробництва.
У січні 1963 року Річард Занук підписав контракт з Філіпом Данном на написання сценарію. У жовтні 1963 року Занук оголосив, що фільм стане одним із шести «роуд-шоу», які компанія зніматиме протягом наступних 12 місяців і коштуватиме це 42 мільйони доларів. Інші п'ять фільмів — «День, коли упав Кастер» (не зроблено), «Повітряні пригоди», «Жюстін», «Звуки Музики» та «Піщана галька». У листопаді 1963 року Чарлтон Гестон підписав контракт, щоб зіграти головну роль. Фокс хотів, щоб у головній ролі був Рекс Гаррісон, а режисером — Фред Циннеманн. До січня визначилися, що Керол Рід буде режисером, а Рекс Гаррісон — у головних ролях. Кошторис фільму — 7 мільйонів доларів.

### Зйомка
Зйомки фільму тривали з червня по вересень 1964 року.  Коли настав час знімати фільм, Сікстинську капелу не можна було використовувати, і її відтворили на звуковій сцені в Cinecittà Studios в Римі, Італія. Під час виробництва Рекс Гаррісон і Чарлтон Гестон не ладили (Рід і Гестон спочатку хотіли Лоуренса Олів'є на роль Папи Юлія, але він був недоступний). Дванадцять років по тому, під час зйомок фільму «Принц і жебрак», Гаррісон усе ще повністю уникав Гестона.
Згідно з його щоденником, Гестон цікавився роллю Мікеланджело ще до того, коли якась студія вирішила продюсувати фільм про скульптора. Після того, як його затвердили у ролі, він був схвильований можливістю грати під керівництвом Ріда, який зняв фільм «Третя людина» (1949). Гестон відчував, що це буде фільм, який відродить режисерську репутацію Ріда, описуючи його як фільм з найкращими попередніми відгуками глядачів, ніж будь-який інший фільм, який він коли-небудь бачив. Проте в прокаті фільм отримав скромний касовий збір.

## Прийом
Під час показу в США в 1965 році фільм зібрав близько 4 000 000 доларів. Пізніше він заробив близько 8 166 000 доларів у всьому світі у прокаті. У вересні 1970 року Fox підрахував, що у результаті студія втратила 5 281 000 доларів.
На агрегаторі рецензій «Rotten Tomatoes» 86 % з 7 оглядів критиків є позитивними, середній рейтинг — 6,6/10.
Критик Бослі Кроутер із «Нью-Йорк таймс» вважав, що фільм був «не сильною і крутою драмою, а ілюстрованою лекцією про повільного художника на роботі». Він симпатизував Папі та його зростаючому нетерпінню до Мікеланджело, критикуючи гру Гестона як відсутність будь-якої теплоти, щоб полюбитися глядачам. Окрім того, він вважав, що сценарій страждає від «багатомовності».
У ретроспективному огляді 2013 року в «Ґардіан» історикиня та сценаристка Алекс фон Тунцельманн зазначила, що «намір фільму інформувати є похвальним, але вигаданий фільм дійсно повинен мати можливість передати свою тему без лекції», і повторила зауваження Кроутера, що «сценарій є перенасиченим діалогом, недостатньо дії». Вона скаржилася, що фільм без сексу не розкриває «справжні пристрасті Мікеланджело» (зокрема, його відомий потяг до чоловіків), і прийшла до висновку, що фільм був би цікавішим, «якби його розповідали з набагато більшою кількістю гумору та набагато меншою чванливістю».
Джеймс Плат із «Мові Метрополіс» (англ. Movie Metropolis) був більш позитивним, сказавши, що «для деяких глядачів агонією буде перегляд (пере)гравання Чарлтона Гестона, а екстазом — Рекса Гаррісона. Але це освіжаюча [спроба] для історичного фільму — охопити такий новий і (каламбур невипадковий) мистецький ґрунт».

## Нагороди
Фільм номінували на п'ять премій Оскара:
- Найкращий художній режисер, кольоровий (Джон ДеКуір, Джек Мартін Сміт і Даріо Сімоні)
- Найкраща операторська робота, кольоровий (Леон Шамрой)
- Найкращий дизайн костюмів, кольоровий (Вітторіо Ніно Новарезе)
- Найкраща оригінальна музика (Алекс Норт)
- Найкращий звук (Джеймс Коркоран)

Також номінований на дві премії «Золотий глобус»:
- Найкращий актор — драма (Рекс Гаррісон)
- Найкращий сценарій (Філіп Данн)

Фільм отримав дві нагороди від Національної ради кінокритиків США:
- Найкращий актор другого плану (Гаррі Ендрюс)
- Один із 10 найкращих фільмів року

Стрічка отримала премію «Давид ді Донателло» за найкращий іноземний фільм (1966).

## Виноски
1. ↑  http://www.imdb.com/title/tt0058886/
2. 1 2  http://www.filmaffinity.com/es/film610438.html
3. 1 2 3 4 5  http://www.allocine.fr/film/fichefilm_gen_cfilm=44250.html
4. 1 2 3 4 5 6 7 8 9 10  http://www.imdb.com/title/tt0058886/fullcredits
5. ↑  ČSFD — 2001.
6. ↑  Clemmensen, Christian.
7. ↑  BY WAY OF REPORT: Top Novel and Hit Play Acquired for Movies
By EUGENE ARCHER.
8. ↑  FOX STUDIO BACK IN PRODUCTION: Film Work Resumes After Long Inactivity Film Set for Spring Other Scripts Prepared
By MURRAY SCHUMACH Special to The New York Times.14 Feb 1963: 5.
9. ↑  FILMLAND EVENTS: Dunne Will Script 'Agony and Ecstasy'
Los Angeles Times 14 Jan 1963: C12.
10. ↑  20th Century-Fox to Spend $42 Million on Six Movies: Films to Be Made in U.S. and Abroad MOVIES Los Angeles Times 10 Oct 1963: A1.
11. ↑  New role for Heston
The Christian Science Monitor 11 Nov 1963: 6.
12. ↑  Looking at Hollywood: Harrison to Get Choice of Film Scripts Hopper, Hedda.
13. ↑  Carol Reed Directs Heston, Harrison: Buchwald 'Claim Check' Set; Scofield as Train Passenger Scheuer, Philip K. Los Angeles Times 16 Jan 1964: C9.
14. ↑  Solomon, Aubrey. Twentieth Century Fox: A Corporate and Financial History (The Scarecrow Filmmakers Series). Lanham, Maryland: Scarecrow Press, 1989. ISBN 978-0-8108-4244-1. p254
15. ↑  Ben Mankiewicz on Turner Classic Movies
16. ↑  The Agony and the Ecstasy. 7 жовтня 1965. Архів оригіналу за 12 квітня 2022. Процитовано 8 травня 2022.
17. ↑  The Agony and the Ecstasy, Box Office Information. The Numbers. Архів оригіналу за 29 вересня 2013. Процитовано 22 січня 2013. [Архівовано 2013-09-29 у Wayback Machine.]
18. ↑  Silverman, Stephen M (1988). The Fox that got away : the last days of the Zanuck dynasty at Twentieth Century-Fox. L. Stuart. с. 259.
19. ↑  The Agony and the Ecstasy (англ.) . Rotten Tomatoes (Fandango Media). Архів оригіналу за 28 грудня 2019. Процитовано 08.05.2022.
20. ↑  Michelangelo Firm Opens in N.Y. The New York Times. Архів оригіналу за 28 жовтня 2017. Процитовано 30 червня 2016.
21. ↑  The Agony and the Ecstasy: more passion would've been less painful. The Guardian. Архів оригіналу за 8 травня 2022. Процитовано 30 червня 2016.
22. ↑  The Agony and the Ecstasy. Movie Metropolis on Rotten Tomatoes. Архів оригіналу за 3 лютого 2022. Процитовано 30 червня 2016.
23. ↑  The 38th Academy Awards (1966) Nominees and Winners. oscars.org. Архів оригіналу за 2 квітня 2015. Процитовано 24 серпня 2011.
24. ↑  NY Times: The Agony and the Ecstasy. The New York Times. 2009. Архів оригіналу за 13 лютого 2009. Процитовано 26 грудня 2008. [Архівовано 2009-02-13 у Wayback Machine.]